# HC Herstal Liège
L'Handball Club Herstal Liège è una squadra di pallamano maschile belga, con sede a Herstal.

## Storia
È stata fondata nel 1963.

Nella sua storia ha vinto un campionato del Belgio e due coppa del Belgio.

Nel 2009 si è fusa con il ROC Flémalle formando il VOO HC Herstal-Flémalle ROC.

### Altri nomi
- HC Herstal (HCH) (1963-1992)
- HC Herstal-Liège (HCHL) (1992-2001)
- HC Herstal/Ans (HCHA) (2001-2007)
- VOO HC Herstal (HCH) (2007-2009)

## Palmarès

### Trofei nazionali
- Campionato belga: 1
  - 1990-91.
- Coppa del Belgio: 2
  - 1991-92, 1995-96.